# بولجو
بولجو هي إحدى المحافظات الخمس وأربعون في بوركينا فاسو، تقع في إقليم الوسط الشرقي، يبلغ عدد سكان محافظة بولجو 830,879 نسمة، وعاصمتها تيكندوغو.

## التركيبة السكانية حسب الجنس
حسب إحصاءات 2024 فإن عدد الذكور 389,890 نسمة أي بنسبة 46.9% من إجمالي سكان محافظة بولجو، وعدد الإناث 440,989 نسمة أي 53.1% من إجمالي سكان المحافظة.

## التركيبة السكانية حسب الفئات العمرية
حسب إحصاءات 2024 فإن عدد السكان الذين يتراوح عمرهم بين 0-14 عامًا 404,807 نسمة، وعدد السكان من سن 15-64 396,191 نسمة، وعدد الذين يتجاوز عمرهم 65 كان 29,881 نسمة.

## التحضر
حسب إحصاءات عام 2024، فإن عدد السكان الذين يعيشون في الريف كان 604,293 نسمة أي 81.9 من السكان، وعدد الذين يعيشون في الحضر كان 133,550 نسمة أي بنسبة 18.1% من إجمالي السكان.